# Vlaški Do (gmina Žabari)
Vlaški Do (cyr. Влашки До) – wieś w Serbii, w okręgu braniczewskim, w gminie Žabari. W 2011 roku liczyła 1267 mieszkańców.